# Eoconfuciusornis
Eoconfuciusornis zhengi
Genre
Genre
Eoconfuciusornis est un genre d'oiseaux du Crétacé inférieur il y a 131 millions d'années dans ce qui est actuellement la Chine.

## Étymologie
L'espèce type d'Eoconfuciusornis, Eoconfuciusornis zhengi, a été nommée et décrite par Zhang Fucheng, Zhou Zhonghe et Michael Benton en 2008. Le nom de genre combine le grec eos (« aube ») avec le nom du genre Confuciusornis pour signifier l'antériorité d'Eoconfuciusornis par rapport à Confuciusornis. L'épithète spécifique, zhengi, honore Zheng Guangmei.

## Découverte
L'holotype, spécimen IVPP V11977, a été retrouvé près de Sichakou, au Fengning, dans la province du Hebei. Il provient de la formation géologique d'Huajiying qui est considérée par les descripteurs comme datant de l'Hauterivien, et serait datée d'environ 131 millions d'années. Les inventeurs du genre le considèrent comme un des plus anciens membres du paléobiote de Jehol. Le spécimen se compose d'un squelette comprimé, relativement complet avec des vestiges de plumes particulièrement bien conservées, dont les paléontologues ont pu déterminer la couleur,.

## Description

### Anatomie
Eoconfuciusornis était un peu plus petit que Confuciusornis, mais sinon très similaire avec un bec édenté. Par rapport à ce dernier, il avait des jambes plus longues et n'avait pas de crête delto-pectorale percée sur l'humérus.

### Plumage
Selon une étude publiée en octobre 2016 par des chercheurs de l’université d’État de Caroline du Nord, de l’Académie chinoise des sciences et de l’université Linyi, le plumage d'Eoconfuciusornis serait brun foncé,.

## Systématique
Eoconfuciusornis appartient à la famille des Confuciusornithidae. Comme en témoigne son nom, il serait le confuciusornithidé le plus basal connu, précédant d'environ six millions d'années les spécimens de Confuciusornis.

## Paléobiologie

### Dimorphisme sexuel
Le mâle avait un plumage plus orné que la femelle, comportant deux plumes de queue ornementales. Ces plumes étaient également présentes chez des spécimens juvéniles, ce qui indique qu'ils commençaient à se reproduire avant que leur croissance ne soit finie.
Un spécimen femelle très bien conservé a été étudié en 2017. Il a conservé sous forme fossile des empreintes de tissus mous de l'ovaire et de l'aile. Le fossile de cette femelle a également montré qu'elle ne possédait pas les deux très grandes plumes rectrices de queue (terminées par des lobes allongés) comme les spécimens mâles, ce qui a confirmé un dimorphisme sexuel marqué chez cette espèce.